# BRIT Awards/British Urban Act
Der Brit Award for British Urban Act wurde erstmals 2003 im Rahmen der BRIT Awards von der British Phonographic Industry (BPI) verliehen. Er richtet sich an britische Musiker, die musikalisch dem Musikstil Urban zuzuordnen sind. „Urban“ bezeichnet das Radioformat von Hip-Hop.
Die Gewinner und Nominierten werden von einem Komitee bestehend aus über eintausend Mitgliedern gewählt. Das Wahlkomitee besteht aus verschiedenen Mitarbeitern von Plattenfirmen und Musikzeitschriften, Manager und Agenten, Angehörigen der Medien sowie vergangene Gewinner und Nominierte.
Der Award wurde von 2003 bis 2006 vergeben. Für 2022 wurde er als Best British Hip Hop/Rap/Grime Act angekündigt.

## Übersicht
| Jahr        | Sieger         | Nominierte |
| ----------- | -------------- | --- |
| 2003        | Ms. Dynamite   | - Beverley Knight - Big Brovaz - Craig David - Daniel Bedingfield - Mis-Teeq - Romeo - Roots Manuva - So Solid Crew - The Streets |
| 2004        | Lemar          | - Amy Winehouse - Big Brovaz - Dizzee Rascal - Mis-Teeq                                                                           |
| 2005        | Joss Stone     | - Dizzee Rascal - Jamelia - Lemar - The Streets                                                                                   |
| 2006        | Lemar          | - Craig David - Dizzee Rascal - Kano - Ms. Dynamite                                                                               |
| 2007 – 2021 | nicht vergeben | nicht vergeben |
| 2022        | Dave           | - AJ Tracey - Central Cee - Ghetts - Little Simz                                                                                  |
| 2023        | Aitch          | - Central Cee - Dave - Loyle Carner - Stormzy                                                                                     |
| 2024        | Casisdead      | - Central Cee - Dave - J Hus - Little Simz                                                                                        |
| 2025        | Stormzy        | - Central Cee - Dave - Ghetts - Little Simz                                                                                       |